# Hadena illoba
Hadena illoba là một loài bướm đêm trong họ Noctuidae.